# Psilocera ghanii
Psilocera ghanii är en stekelart som beskrevs av Subba Rao 1981. Psilocera ghanii ingår i släktet Psilocera och familjen puppglanssteklar.
Artens utbredningsområde är Pakistan. Inga underarter finns listade i Catalogue of Life.